# Viața lui Pi (roman)
Viața lui Pi (în engleză Life of Pi) este un roman filosofic canadian scris de Yann Martel și publicat în 2001. Personajul principal este Piscine Molitor „Pi” Patel, un tânăr indian din Pondicherry, India, care este fascinat de spiritualitate și metafizică încă din copilărie. Cartea descrie experiența lui de 227 de zile în derivă pe o barcă de salvare, în mijlocul Oceanului Pacific, împreună cu un tigru bengalez, ceea ce naște întrebări existențiale despre realitate și despre felul în care o percepem.

## Rezumat
Cartea începe cu o notă a autorului, parte integrantă a romanului. În mod neobișnuit, în notă sunt relatate cu precădere evenimente fictive, cu intenția de a transmite una dintre temele principale ale cărții: relativitatea adevărului.

### Partea I
Naratorul, Piscine Molitor „Pi” Patel, este fiul managerului unei grădini zoologice din Pondicherry, în anii 1960. Pe parcursul cărții, el își amintește de viața de acolo, explorează antagonismul grădinilor zoologice și vorbește despre motivul pentru care animalele reacționează mai puțin negativ decât sugerează susținătorii ideii.
Naratorul povestește despre modul în care și-a dobândit numele, ca un omagiu adus Piscinei Molitor din Franța. Colegii de școală îl tachinează și îl numesc „Pissing”, de aceea el alege prenumele „Pi” când începe școala gimnazială. Astfel, spune el, aduce un omagiu numărului transcendental care reprezintă raportul dintre circumferința unui cerc și diametrul său.
Povestind experiențele sale, Pi descrie alte câteva situații neobișnuite care implică nume proprii: doi vizitatori ai grădinii zoologice, unul musulman înflăcărat și celălalt ateu convins, poartă nume identice; un tigru bengalez de 200 kg de la grădina zoologică poartă numele Richard Parker deoarece în loc de numele tigrului s-a trecut numele celui care îl capturase.
Într-o zi, Pi și fratele său mai mare Ravi află despre pericolele pe care le pot cauza animalele de la grădina zoologică. După ce privesc cum un tigru este hrănit cu o capră, urmează un tur al grădinii alături de tatăl lor, care le explică trăsăturile biologice agresive ale fiecărui animal.
Pi este educat în religia hindusă și este vegetarian. La 14 ani, începe să citească despre islam și creștinism și decide să fie adept al tuturor acestor trei religii, spre dezamăgirea părinților (și a îndrumătorilor săi spirituali). El încearcă să-L înțeleagă pe Dumnezeu din perspectiva fiecărei religii și descoperă beneficii în fiecare dintre acestea.
Câțiva ani mai târziu, în februarie 1976, în timpul stării de urgență (1975-1977) declarate de prim-ministrul Indiei Indira Gandhi, tatăl lui Pi decide să vândă grădina zoologică și să emigreze în Canada împreună cu soția și fiii săi.

### Partea a II-a

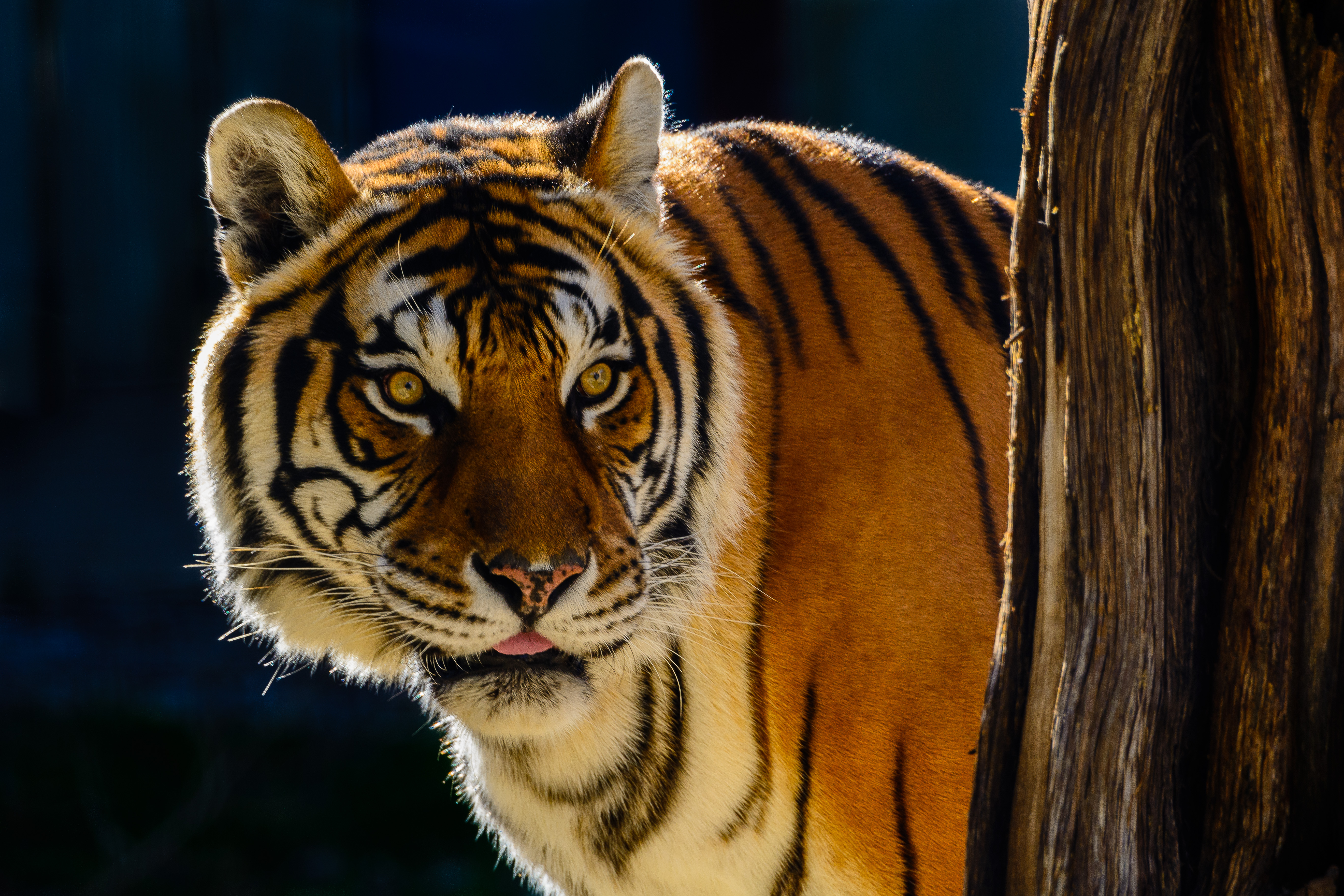
Numele dat tigrului bengalez naufragiat este Richard Parker.

Cea de-a doua parte a romanului începe în iulie 1977, cu familia lui Pi la bordul navei Tsimtsum, un cargobot japonez care transportă animale de la grădina zoologică în America de Nord. După câteva zile de la plecarea din portul Manila, începe o furtună și nava se scufundă. Pi reușește să scape cu o mică barcă de salvare. însă pe barcă se mai află și o hienă, o mică zebră și un urangutan pe nume Orange Juice. Spre disperarea băiatului, hiena ucide zebra și apoi și pe urangutan. Sub prelata bărcii se ascunsese un tigru, chiar Richard Parker, care sare brusc și ucide hiena.
Speriat, Pi construiește o mică plută, o agață de ambarcațiunea de salvare și o folosește ca refugiu. Începe să-l dreseze pe Richard Parker oferindu-i hrană ca recompensă și răul de mare ca pedeapsă, prin folosirea unui fluier. Nu după mult, Pi își asumă rolul de alpha și reușește să împartă barca cu tovarășul său, care, în definitiv, este cel care îl ajută să treacă prin acest calvar.
Aflat în mijlocul Oceanului Pacific, Pi își amintește tot felul de întâmplări. Până la urmă, nu mai vede și nu mai poate prinde pește. Mai târziu, barca lui Pi naufragiază pe o insulă plutitoare din alge locuită de mii de suricate. Aici, Pi și Richard Parker își recapătă puterile, însă când băiatul descoperă că plantele insulei sunt carnivore, se întoarce pe ocean.
După 227 de zile de la scufundarea navei, barca de salvare ajunge pe o plajă din Mexic, iar Richard Parker dispare în jungla din apropiere la fel de brusc cum a apărut, lăsându-l pe Pi îndurerat.

### Partea a III-a
A treia parte a romanului descrie o conversație între Pi și doi funcționari ai Ministerului Transporturilor Japonez, care investighează accidentul. Pi se află acum într-un spital din Mexic. După ce le povestește despre cum a supraviețuit datorită tigrului, aceștia nu îl cred. Așa că Pi le spune o altă variantă, în care pe barca de salvare nu e niciun animal, ci doar un marinar taiwanez cu un picior rupt, bucătarul de pe vapor și propria sa mamă. Bucătarul amputează piciorul marinarului și îl folosește pe post de momeală pentru pește. Marinarul moare. Pi și mama lui sunt dezgustați de bucătar, însă cooperează pentru a supraviețui. La un moment dat, Pi nu reușește să prindă o țestoasă, iar bucătarul îl lovește. Când mama lui Pi sare să își apere fiul, se iscă o luptă. Bucătarul o ucide pe mama lui Pi, apoi Pi, furios, îl omoară pe bucătar și se ospătează din el.
Anchetatorii concluzionează că hiena reprezintă bucătarul, urangutanul mama lui Pi, iar tigrul este, de fapt, însuși Pi. Când Pi îi întreabă ce variantă preferă, cu animale sau fără animale, aceștia o aleg pe cea cu animale, iar pentru asta Pi le mulțumește. Anchetatorii pleacă și întocmesc un raport cu prima variantă a naufragiului.

## Teme
Potrivit lui Martel, romanul poate fi rezumat în trei fraze: „Viața e o poveste”, „Îți poți alege propria poveste”, „Povestea cu Dumnezeu e întotdeauna mai bună”. Criticul Gordon Houser afirmă că există două teme principale: „toate formele de viață sunt interdependente și cu toții trăim și respirăm doar prin credință”.

## Receptare critică
Brian Bethune de la Maclean's descrie romanul ca o combinație puternică de alegorie religioasă, legende despre animale și o captivantă aventură, scrisă cu grație și căldură. Potrivit Master Plots, principalele teme din Viața lui Pi sunt religia și credința în Dumnezeu. Povestea lui Pi este atât de bine narată încât cititorii vor fi uimiți. Gay Krist de la The New York Times a apreciat cartea, cu observația că uneori Martel exagerează cu latura didactică a poveștii. Deși cartea abundă în detalii captivante și pline de adrenalină, specifice aventurilor pe mare, Martel vrea mult mai mult decât o aventură epică. Pi descoperă că pentru a supraviețui e nevoie de curaj și credință.
În 2010, președintele Statelor Unite ale Americii Barack Obama i-a scris o scrisoare lui Martel, în care numește romanul său „o dovadă elegantă a existenței lui Dumnezeu și puterea narațiunii”.

## Premii
Romanul s-a vândut în peste 10 milioane de exemplare în întreaga lume. Cu toate acestea, cinci edituri londoneze l-au refuzat, înainte de a fi acceptat de Knopf Canada, care l-a publicat în septembrie 2001. Anul următor, Martel a câștigat Premiul Booker. Cartea s-a aflat și pe lista postului radio CBC Canada Reads din 2003, însă a fost surclasată de scriitoarea Nancy Lee.
Versiunea tradusă în limba franceză, L'Histoire de Pi, a participat la concursul „Le combat des livres” organizat de postul CBC francez, unde a fost surclasată de Louise Forestier. În 2003, romanul a obținut Premiul Boeke, un premiu literar acordat în Africa de Sud. În 2004, a câștigat Asian/Pacific American Award for Literature in Best Adult Fiction acordat pentru perioada 2001-2003.
În 2022, romanul a fost inclus pe lista „Big Jubilee Read”, care cuprinde 70 de cărți de autori din Comunitatea Națiunilor, selectate pentru a celebra jubileul de platină al Reginei Elisabeta a II-a.

## Adaptări

### Ediția ilustrată
Prima ediție a cărții a fost ilustrată de Andy Bridge. În octombrie 2005, s-a organizat un concurs internațional cu scopul de a găsi un artist care să ilustreze cartea. Concursul a fost organizat de editura scoțiană Canongate Books și ziarul britanic The Times, precum și de ziarul australian The Age și ziarul canadian The Globe and Mail. A fost desemnat câștigător artistul croat Tomislav Torjanac, care a ilustrat noua ediție publicată în septembrie 2007.

### Film
Pe 21 noiembrie 2012, în SUA, a avut loc premiera filmului Viața lui Pi, în regia lui Ang Lee, după un scenariu adaptat de David Magee. La festivitatea de decernare a Premiilor Oscar 2013, filmul a câștigat patru premii din cele 11 nominalizări, printre care și premiul pentru cel mai bun regizor.

### Piesă de teatru
Acest roman a fost adaptat într-o piesă de teatru regizată de Keith Robinson, director artistic la Twisting Yarn Theatre Company, după un scenariu adaptat de Andy Rashleigh. Distribuția originală (de la premieră) a cuprins doar șase actori: Tony Hasnath (Pi), Taresh Solanki (Richard Parker), Melody Brown (mama), Conor Alexander (tatăl), Sanjay Shalat (fratele) și Mark Pearce (unchiul). Piesa s-a jucat pe scena Teatrului Alhambra din Bradford, Anglia, în 2003. Compania de teatru a realizat un turneu în Anglia și Irlanda cu această piesă în 2004 și 2007.
Keith Robinson a regizat și o a doua versiune a piesei, cu distribuția formată dintr-o parte din actorii inițiali, la care s-au adăugat studenți de la Central School of Speech and Drama. Piesa s-a jucat la Minack Theatre, în Cornwall, Anglia, la sfârșitul lunii iunie 2008.
O nouă adaptare realizată de Lolita Chakrabarti a avut premiera la Teatrul Crucible din Sheffield, în iunie 2019. Piesa a fost regizată de Max Webster, iar Finn Caldwell s-a ocupat de regia păpușilor de scenă. Unanim bine primită de critici, piesa a avut premiera în noiembrie 2021 la Wyndham's Theatre din West End. În 2022, piesa a câștigat 5 premii Laurence Olivier, inclusiv premiul pentru cea mai bună piesă nouă și s-a jucat în continuare până în octombrie 2022.